# KS Górnik Zabrze
A KS Górnik Zabrze labdarúgócsapat a lengyelországi Zabrze városában. Színei: fehér-kék-piros. Az lengyel bajnokságot 14, a lengyel kupát 6, míg a lengyel szuperkupát 1 alkalommal nyerte meg. A legsikeresebb a 60-as és a 80-as években volt.

## Történelem

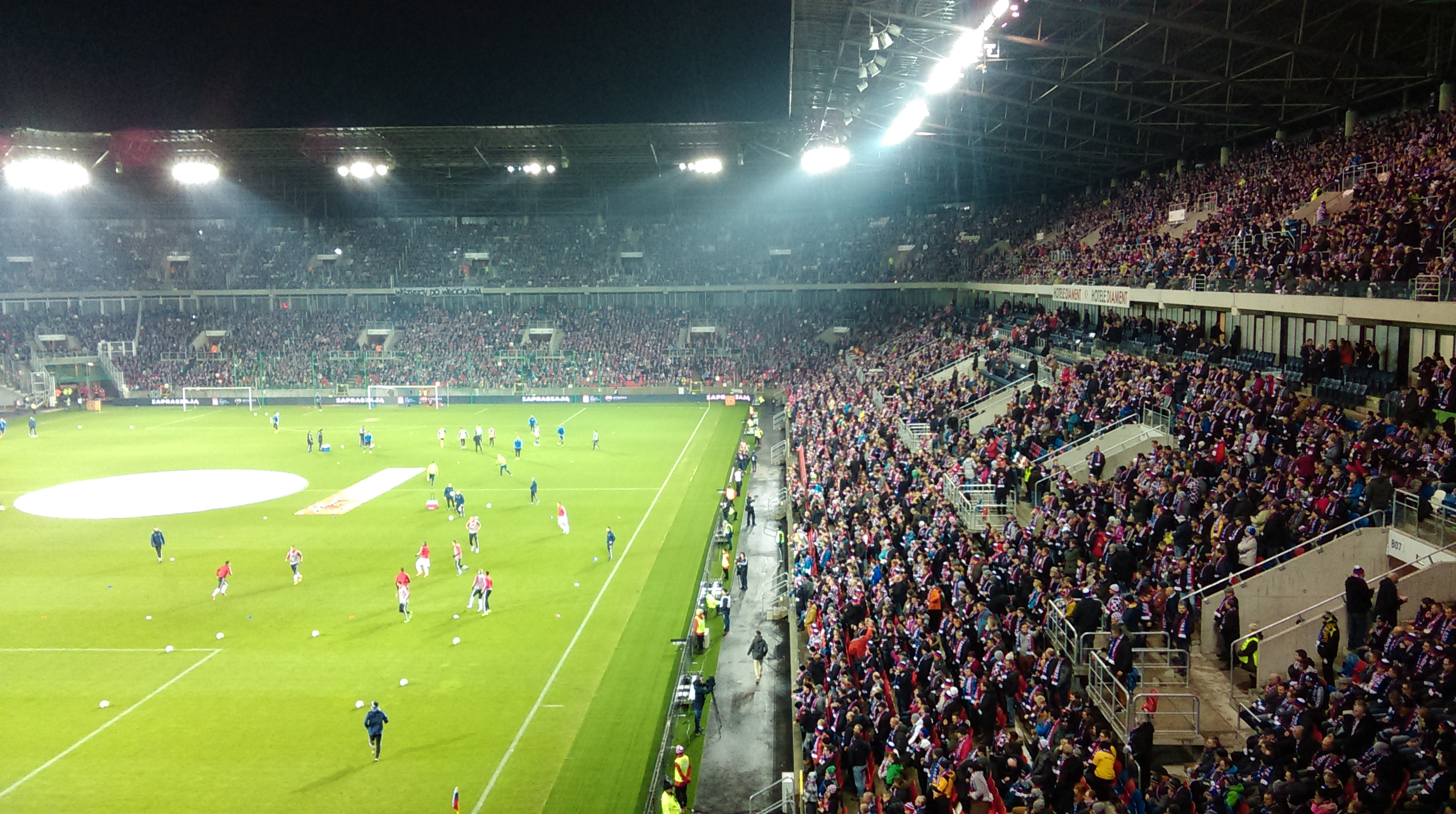
Arena Zabrze

A klubot 1948-ban alapították, három évvel azután, hogy Lengyelország határait nyugati irányba eltolták és így Zabrze városa (korábban: Hildenburg) a Lengyel Köztársaság része lett. 1950-ben elindult az Opole Szilézia nevezetű regionális bajnokságban. 1952-ben a lengyel másodosztályba jutott. A legelső másodosztályú mérkőzését a Skra Częstochowa ellen játszotta 20000 néző előtt és 5–1-re győzött. Az idény sikeres volt a Górnik számára és a Górnik Wałbrzych mögött a második helyen végzett.
Az első osztályba 1955-ben sikerült feljutnia. A legelső első osztályú mérkőzését a Ruch Chorzów ellen játszotta 25000 néző előtt és 3–1-re győzött. Az bajnokság végén a hatodik helyen végzett.
Mindössze még csak 1 évet töltött az első osztályban, amikor az 1957-es bajnokságot megnyerte. Ezt a korszak sztárjátékosának számító Ernest Pohl vezérletével sikerült megismételni 1959-ben és 1961-ben is. 1961-ben a Górnik első lengyel csapatként léphetett ki a nemzetközi porondra. A BEK 1961-es idényében az első körben esett ki a Tottenham Hotspur ellen.
A következő bajnoki címét 1963-ban szerezte, majd ezt követte 64, 65, 66 és 67. A zsinórban megnyert öt bajnokság lengyel rekordnak számít a mai napig.
Az európai kupaporondon a legnagyobb sikerét 1970-ben érte el a Górnik. Az ezt megelőző bajnokságban a második helyen végzett a Legia Warszawa mögött és a KEK-ben indult. A sorozatban az összes ellenfelét (Olimbiakósz, Rangers, Levszki Szofija, Roma) megverte és bejutott a döntőbe, ahol a Manchester City ellen 2–1-es vereséget szenvedett.

## Játékoskeret
2023. július 26. szerint.
| #  |     | Poszt | Név                               |
| -- | --- | ----- | --------------------------------- |
| 1  | POL | K     | Daniel Bielica                    |
| 2  | SVK | V     | Boris Sekulić                     |
| 3  | FIN | V     | Richard Jensen                    |
| 5  | POL | V     | Kryspin Szcześniak                |
| 6  | POL | KP    | Damian Rasak                      |
| 8  | ESP | KP    | Dani Pacheco                      |
| 9  | POL | CS    | Sebastian Musiolik                |
| 10 | GER | KP    | Lukas Podolski                    |
| 11 | GER | CS    | Lawrence Ennali                   |
| 13 | GRE | V     | Konsztantinosz Triantafüllopúlosz |
| 14 | POL | KP    | Jakub Pochcioł                    |
| 15 | POL | V     | Norbert Wojtuszek                 |
| 16 | POL | CS    | Paweł Olkowski                    |
| 17 | POL | CS    | Kamil Lukoszek                    |
| 18 | JPN | CS    | Jokota Daiszuke                   |
| 19 | POL | KP    | Nikodem Zielonka                  |

| #  |     | Poszt | Név                       |
| -- | --- | ----- | ------------------------- |
| 19 | UKR | KP    | Arsen Grosu               |
| 20 | POL | KP    | Mateusz Chmarek           |
| 21 | POL | CS    | Piotr Krawczyk            |
| 24 | POL | CS    | Krzysztof Kolanko         |
| 25 | SVK | V     | Michal Sipľak             |
| 26 | POL | V     | Rafał Janicki             |
| 29 | POL | KP    | Kacper Capiga             |
| 32 | POL | K     | Michał Szromnik           |
| 32 | POR | KP    | Filipe Nascimento         |
| 64 | SLO | V     | Erik Janža                |
| 96 | POL | KP    | Robert Dadok              |
| —  | POL | K     | Bartosz Neugebauer        |
| —  | POL | V     | Maksymilian Gandziarowski |
| —  | POL | K     | Kamil Soberka             |
| —  | POL | V     | Dominik Jerzy Szala       |
| —  | POL | K     | Mateusz Jeleń             |

## Neve
Zabrze fontos központja a sziléziai szénbányászatnak, erre vezethető vissza a Górnik előtag, amely lengyelül: bányászt jelent.
A csapat becenevei:
- Górnicy
- Trójkolorowi
- Żabole

## Sikerei
Ekstraklasa
- Bajnok (14): 1957, 1959, 1961, 1962–63, 1963–64, 1964–65, 1965–66, 1966–67, 1970–71, 1971–72, 1984–85, 1985–86, 1986–87, 1987–88

Lengyel Kupa
- Győztes (6): 1964–65, 1967–68, 1968–69, 1969–70, 1970–71, 1971–72

Lengyel Szuperkupa
- Győztes (1): 1988

Kupagyőztesek Európa-kupája/KEK
- Döntős (1): 1970 (A döntőben 2-1-re kikapott a Manchester City ellen.)

## Stadion
A hazai mérkőzéseket az Arena Zabrze-ben játsszák le. (ul. Roosevelta 81, 41-800 Zabrze) Az aréna befogadóképessége 24 563 fő.